# 牛津大學曼斯菲爾德學院
牛津大學曼斯菲爾德學院（Mansfield College, Oxford）是牛津大學下的一所學院，成立於1886年。2011年在諾靈頓排名中處於第12位。

## 歷史
該學院的歷史可追溯至1838年成立於伯明翰的春山學院（Spring Hill College），這是一所為不信奉聖公會的英國基督教徒提供教育的學院。 雖然政府允許學生在此合法學習，但宣稱若不皈依聖公會便不得辦頒發學位。
1871年，大學測試法案宣佈劍橋大學、牛津大學和杜倫大學所有非神學專業不得再採用宗教測試， 時任英國首相威廉·格萊斯頓鼓勵牛津大學建立一個專門為不信奉者提供教育的學院。1886年春山學院搬到牛津，并以紀念其最大的資助人喬治和伊莉莎白·曼斯菲爾德為由更現名。
在第二次世界大戰期間，英國政府編碼解碼學院（Government Code & Cypher School）的40余名教員搬到此學院中。1955年獲得永久私人學堂資格，1995年接受皇家憲章，獲得正式學院地位。
自1955年正式併入牛津大學後，其原先的立場便漸漸消失了。直到2007年，聯合歸正教會還在學院中開設聖職候選人培訓課程。

## 外部連結
- Official website （页面存档备份，存于）
- Website of the Junior Common Room （页面存档备份，存于）
- Website of the Middle Common Room （页面存档备份，存于）
- Virtual Tour of Mansfield College （页面存档备份，存于）